# 윌리엄 패터슨 (법관)
윌리엄 패터슨(William Paterson, 1745년 12월 24일 ~ 1806년 9월 9일)은 뉴저지주 정치인으로, 미국 헌법의 서명자이자 미국의 대법관이었다. 뉴저지주 제2대 주지사를 1790년부터 1793년까지 역임했다.

## 생애
패터슨은 1745년 12월 24일에 아일랜드 트림 주에서 태어나 2살 때 이후 미국으로 이주, 14세 때 뉴저지 대학 (후 프린스턴 대학교)에 입학했다. 졸업 후, 저명한 변호사 리처드 스톡턴과 함께 법률을 배우고, 1768년에 법정 변호사로 인정 받았다. 그는 또한 모교에 머물러 애런 버와 함께 철학 학회를 만드는데 도움을 주었다.
패터슨은 미국의 독립을 소리내어 지지자가 되었다. 서머싯 카운티의 대표로 뉴저지 연방의 첫 번째 의회 의원을 3기 맡았고, 얼마전에 서기로 1776년 뉴저지 헌법을 기록했다.
미국 독립 선언 후, 뉴저지 연방의 초대 법무 장관에 임명되어 1776년에서 1783년까지 맡아 법과 질서를 유지하면서 연방의 가장 뛰어난 법률가 중 한 사람으로서 지위를 확립했다. 필라델피아에서 개최된 미국 헌법 제정 회의에 파견된 각 연방에서 동일한 대의원 수를 내는 단원제 의회 제도를 뉴저지 안에서 제안했다. 대타협(양원제, 상원은 각 연방이 같고, 대의원수, 하원은 인구에 비례한 대의원 수)이 성립 헌법에 서명했다.
그후 뉴저지 주지사와 뉴저지 상원 의원을 역임, 국가 법체계 전반의 개정과 법전화를 감독했다. 조지 워싱턴에 의해 1793년에 대법관에 임명되었고, 이 업무를 죽을 때까지 맡았다. 패터슨은 1803년에 뉴저지에서 순회 재판을 맡고 있을 때 마차 사고로 1806년 9월 9일에 60세의 나이로 사망했다. 뉴욕주 올버니의 올버니 지역 묘지에 묻혀있다.
뉴저지 패터슨과 윌리엄 패터슨 대학교는 그의 이름을 따서 명명되었다.

## 역대 선거 결과
| 선거명      | 직책명                  | 대수 | 정당       | 득표율  | 득표수 | 결과 | 당락                   |
| ----------- | ----------------------- | ---- | ---------- | ------- | ------ | ---- | ---------------------- |
| 1788년 선거 | 상원의원 (뉴저지 제2부) | 1대  | 반연방주의 | 100.00% | 45표   | 1위  | 뉴저지주 상원의원 당선 |
| 1790년 선거 | 뉴저지 주지사           | 2대  | 연방당     | 100.00% | 37표   | 1위  | 뉴저지 주지사 당선     |
| 1791년 선거 | 뉴저지 주지사           | 2대  | 연방당     | 100.00% | 37표   | 1위  | 뉴저지 주지사 당선     |
| 1792년 선거 | 뉴저지 주지사           | 2대  | 연방당     | 100.00% | 37표   | 1위  | 뉴저지 주지사 당선     |